# Max Lerner

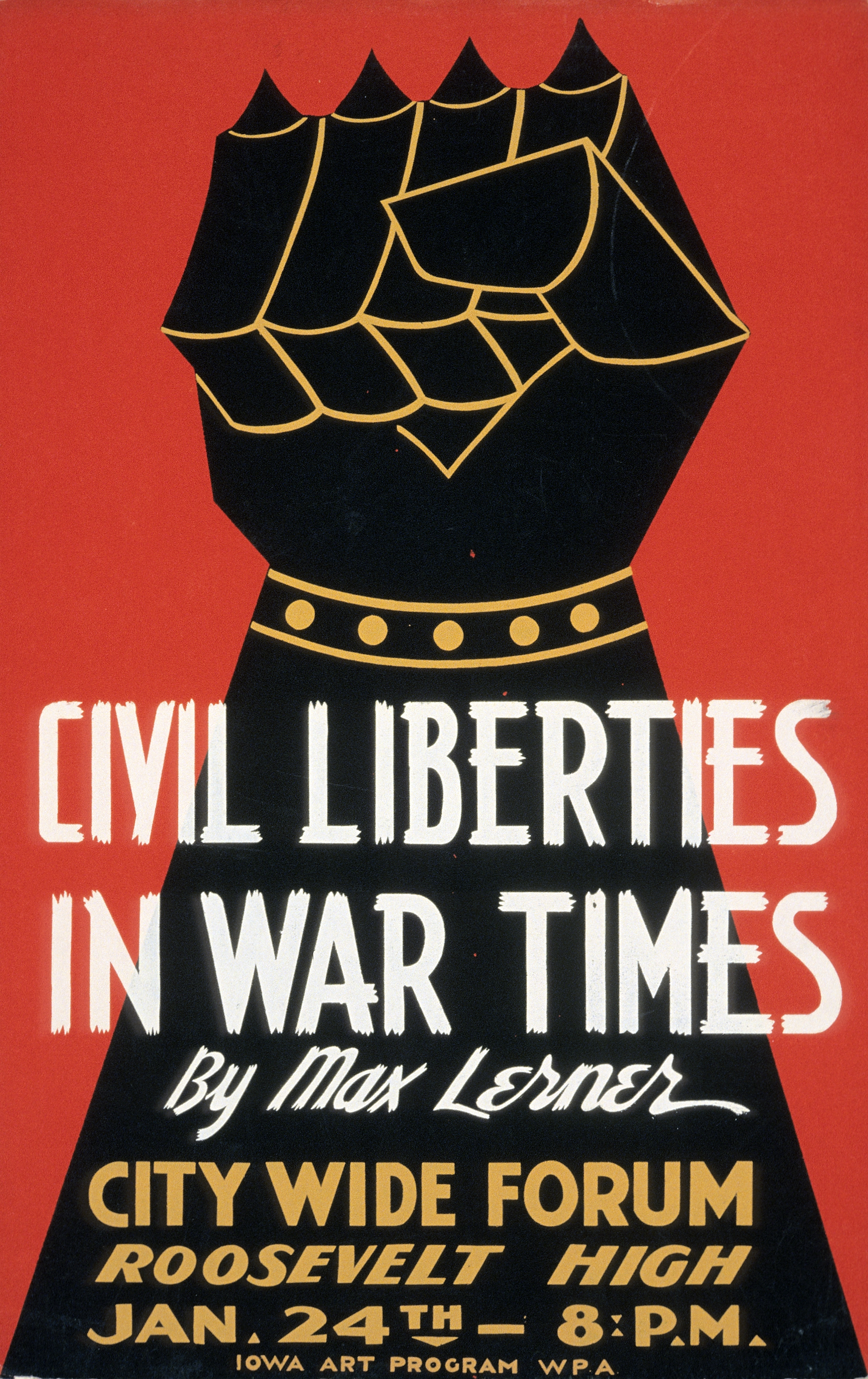
Cartel publicitario de un acto de Max Lerner en Des Moines, Iowa, 1940

Max Lerner (Minsk, 20 de diciembre de 1902-Nueva York, 5 de junio de 1992) fue un escritor, periodista y publicista estadounidense.

## Biografía
Nacido el 20 de diciembre de 1902 en el Imperio ruso, en la ciudad de Minsk, emigró con su familia a los Estados Unidos en torno a una edad de cinco años. A lo largo de su vida colaboró en publicaciones periódicas como PM, The New York Star, The Nation, New York Post, The Atlantic, Saturday Review, Vogue o The New Republic. Falleció en el Hospital Monte Sinaí de Nueva York el 5 de junio de 1992. En 1998 se publicó sobre su vida Pilgrim in the Promised Land (The University of Chicago Press, 1998), de Sanford Lakoff.
Fue autor de obras como It Is Later Than You Think: The Need for a Militant Democracy (Viking Press, 1938), en la que defendería las políticas del New Deal; Ideas for the Ice Age (Viking Press, 1941); Public Journal (Viking Press, 1945); America as a Civilization, Life and Thought in the United States Today (Simon & Schuster, 1957); o The Unfinished Country (Simon & Schuster, 1960); entre otras.